# Teofilów (Mazovie)
Pour les articles homonymes, voir Teofilów.
Teofilów (prononciation : [tɛɔˈfiluf]) est un village polonais de la gmina de Sobolew dans le powiat de Garwolin de la voïvodie de Mazovie dans le centre-est de la Pologne.
Il se situe à environ 4 kilomètres à l'ouest de Sobolew (siège de la gmina), 19 kilomètres au sud de Garwolin (siège du powiat) et à 68 kilomètres au sud-est de Varsovie (capitale de la Pologne).

## Histoire
De 1975 à 1998, le village appartenait administrativement à la voïvodie de Siedlce.